# Назаров, Ардак Куттыкожаулы
Арда́к Куттыкожа́улы́ Наза́ров (каз. Ардақ Құттықожаұлы Назаров, 14 октября 1980 года, село Какпак, Райымбекский район, Алма-Атинская область, Казахская ССР) — казахстанский профессиональный боец.

## Биография
Ардак Назаров родился 14 октября 1980 года в селе Какпак в Райымбекском районе Алма-Атинской области Казахской ССР в семье Куттыкожи Назарова и Рысхан Койшыбаевой. Происходит из рода албан.

### Спортивные достижения
В 1991 году учащегося в 4-м классе средней школы Ардака Назарова мать привела в секцию греко-римской борьбы, его первым тренером стал Саркытбек Батырханов. Ардак показывал хорошие результаты на районных, областных и республиканских соревнованиях по греко-римской борьбе.
Будучи студентом Алматинского колледжа строительства и менеджмента (АКСиМ) начал заниматься джиу-джитсу, в 1999—2001 годах побеждал на казахстанских и международных соревнованиях по этому виду спорта. В 2001 году Ардак стал увлекаться панкратионом, в том году он занял второе место на чемпионате Евразии по этому виду спорта в Астане, в 2002 году удостоился серебряной медали на Кубке Евразии по панкратиону в Павлодаре. В том же году стал победителем на международных соревнованиях по панкратиону в Астане и чемпионате Евразии по панкратиону в Караганде. В 2003 году Назаров стал чемпионом Азии по панкратиону, выиграв соревнования в Бишкеке (Кыргызстан).
В 2004 году Ардак Назаров победил на турнире M-1 Global в Санкт-Петербурге (Россия). В том же году он стал обладателем Кубка мира по панкратиону по версии WAFC. В 2005 году победил в турнире «Европа vs. Азия» («Турнир настоящих мужчин») в Екатеринбурге. В том же году стал чемпионом мира по панкратиону по версии WAFC в Хабаровске. В 2006 году в Сеуле (Республика Корея) стал чемпионом мира по смешанным единоборствам по версии WXF (World X–impact Federation). В 2007 году стал чемпионом Европы по версии Bushido MMA в Таллине (Эстония). В том же году бился за титул чемпиона мира по версии Bushido MMA в Алматы (Казахстан), но бой окончился ничьей. В 2008 году Ардак Назаров стал чемпионом мира по версии Bushido MMA в Бишкеке. В 2009 году стал чемпионом по версии ММА Explosion на турнире USA vs. Kazakhstan в Хьюстоне (США). В 2011 году стал чемпионом по версии ММА Explosion на турнире Mexico vs. Kazakhstan в Лас-Вегасе. 
ч

## Семья
Отец — Куттыкожа Назаров, мать — Рысхан Койшыбаева. Отец в советское время трудился киномехаником, на данный момент является заместителем директора в сельской средней школе. Мать по профессии является бухгалтером, сейчас — на пенсии. У Ардака есть четверо братьев и одна сестра. Младший брат Бейбут — двукратный чемпион Казахстана по джиу-джитсу, чемпион мира по панкратиону.
С 2009 года женат на телеведущей Маржан Болатханкызы (род. 28 июня 1985 года). У пары есть три дочери и сын.